# アリオン賞
〈アリオン桐朋音楽賞〉 (Arion Award)は若手音楽家に対する顕彰と助成を目的とした、学校法人桐朋学園によって運営される顕彰事業。1983年から実施されている。

## 概要
将来の活躍を期待させる新人の演奏家、作曲家等を対象に賞金が授与される。また、長期的展望からその芸術活動を支援し、演奏の場の提供、海外研修を目的とした助成を行う場合もある。公募ではなく、選考委員のノミネートにより候補者が選ばれ、選考が行われる。この賞は選考委員が各自ノミネートを行うため、個人の応募ができない。
2013年3月31日をもって、アリオン音楽財団が解散。このため、アリオン賞も2012年の開催をもって終了となり、2013年から桐朋学園へ運営を移管し、アリオン桐朋音楽賞となった。

## 選考対象
演奏（ピアノ、弦楽器、管楽器、ハープ、声楽、室内楽等）、作曲、指揮

## 過去の受賞者
- 1983年度　小西理枝（ピアノ）
- 1984年度　細川俊夫（作曲）
- 1985年度　吉野直子（ハープ）
- 1986年度　漆原朝子（ヴァイオリン）
- 1987年度　該当者なし
  - 奨励賞：長谷川陽子・向山佳絵子（チェロ）
- 1988年度　該当者なし
  - 奨励賞：大宅緒・楢崎洋子・安原雅之（音楽評論）
- 1989年度　佐渡裕（指揮）
- 1990年度　該当者なし
  - 奨励賞：伊東信宏（音楽評論）
- 1991年度　塩田美奈子（声楽）
- 1992年度　該当者なし
  - 奨励賞：伊藤制子（音楽評論）
- 1993年度　該当者なし
  - 奨励賞：大井浩明・児玉桃（ピアノ）
- 1994年度　該当者なし
  - 奨励賞：福島唱貴（音楽評論）
- 1995年度　樫本大進（ヴァイオリン）
- 1997年度　該当者なし
  - 奨励賞：木ノ脇道元・倉田優（フルート）
- 1999年度　天羽明惠（声楽）
- 2001年度　神尾真由子（ヴァイオリン）
- 2003年度　田村響（ピアノ）
- 2005年度　亀井良信 （クラリネット）
  - 奨励賞：神田めぐみ （トロンボーン）、斎藤和志 （フルート）
- 2007年度　野村文子 (打楽器)
  - 奨励賞：池永健二 （打楽器）
- 2010年度 モルゴーア・クァルテット（弦楽四重奏団）
- 2011年度 小出稚子 （作曲）
- 2012年度 中村恵理 （声楽）

## 桐朋へ移行後の受賞者
- 第1回
  - 佐藤晴真（チェロ）
- 第2回
  - 菊野惇之介（ピアノ）
  - 山口哉（ピアノ）
  - 吉見友貴（ピアノ）
- 第3回
  - 吉田南 (ヴァイオリン)
- 第4回
  - 千葉百香（ピアノ）
- 第5回
  - 河井勇人（ヴァイオリン）
  - 服部百音（ヴァイオリン）
- 第6回
  - 谷昂登（ピアノ）
  - 亀井聖矢（ピアノ）
- 第7回
  - 田中友梨（ヴァイオリン）
  - 中野りな（ヴァイオリン）
- 第8回　該当者なし
  - 奨励賞：原田怜（ピアノ）
- 第9回　該当者なし
  - 奨励賞：大久保瑠名（ヴァイオリン）
  - 奨励賞：高麗愛子（ヴァイオリン）
- 第10回
  - 稲積陽菜（ピアノ）
  - 朴沙彩（ピアノ）